# Rick Gibson
Rick Gibson (Calgary, Alberta, 27 oktober 1961) is een golfprofessional uit Canada. 
Gibson is geboren en getogen in Canada. Hij studeerde aan de Brigham Young Universiteit en speelde college golf. 

## Professional
Gibson speelde even op de Canadese Tour maar later vooral in Azië. Zijn eerste overwinning was het Maleisisch Open, daarna won hij nog twee toernooien in Japan. Hij trouwde met de Filipijnse actrice Josephine Garcia, die hij in 1987 tijdens het Filipijns Open had ontmoet. 
In 1994 won hij de Alfred Dunhill Cup met Dave Barr en Ray Stewart op St Andrews.
Gibson woont sinds de 80'er jaren in Manilla en was een van de oprichters van de Aziatische PGA Tour. Zijn laatste grote overwinning was het Filipijns Open .
Hoewel hij een paar jaar geen toernooien meer had gespeeld, slaagde Gibson er begin 2012 in op de 5de plaats op de Tourschool in Portugal te eindigen en een van de zes spelers te worden die een volledige spelerskaart op de Europese Senior Tour kreeg.
In 2011 bouwde hij met zijn vader een huis in Canada. Hij wil daar met zijn gezin gaan wonen als het hem lukt zich te kwalificeren voor de Champions Tour.

### Gewonnen
Aziatische Tour
- 1991: Maleisisch Open
- 2002: Filipijns Open

Japan Golf Tour
- 1991: Sapporo Tokyu Open
- 1995: Novell KSB Open

Elders
- 1985: British Columbia Open
- 1988: Blue Light Pro-Am (Canada)
- 1990: PGA Kampioenschap (Canada)
- 1991: PGA Kampioenschap (Filipijnen)
- 1992: PGA Kampioenschap (Filipijnen)

### Teams
- Alfred Dunhill Cup: 1994 met Dave Barr en Ray Stewart op St Andrews (winnaars)
- World Cup: 6x